# Apsissaal

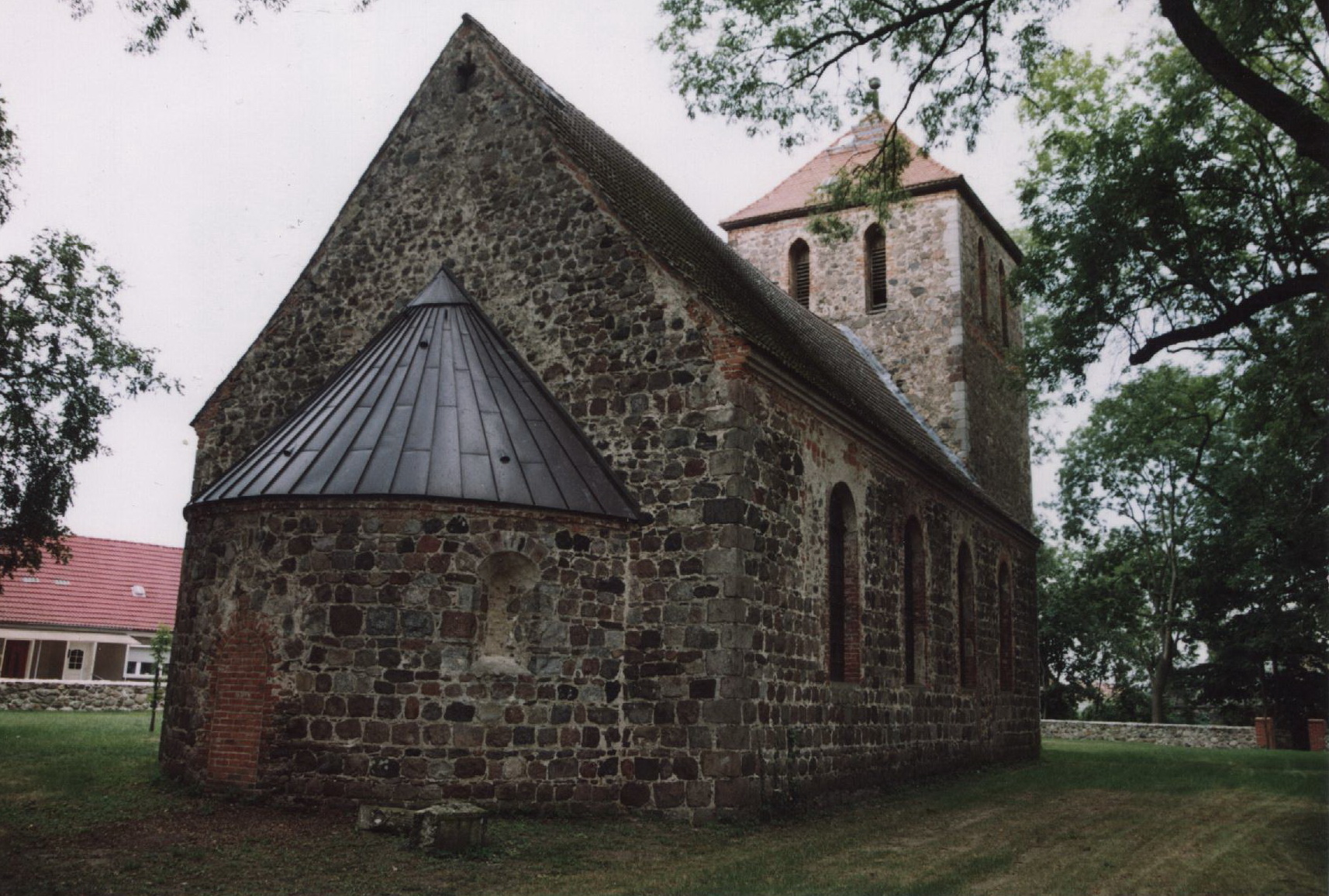
Apsissaal am Beispiel der Dorfkirche Werder. Der eingezogene Turm wurde erst im Spätmittelalter errichtet.

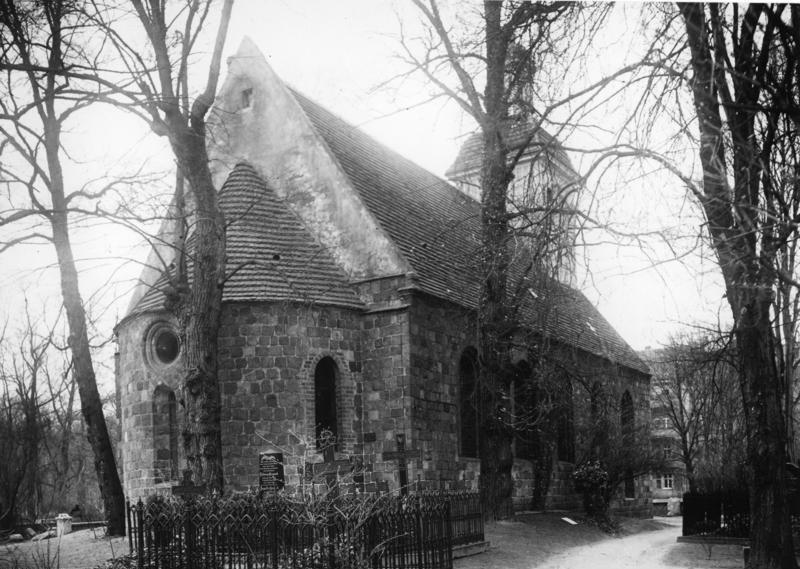
Apsissaal am Beispiel der Dorfkirche Tempelhof

Der Begriff Apsissaal geht auf den Kunsthistoriker Erich Bachmann zurück und bezeichnet den einfachen und häufigen Dorfkirchen-Grundrisstyp einer Saalkirche mit eingezogener Apsis.

## Beschreibung
Der Apsissaal ist nah der schlichten Saalkirche der schlichteste unter den von Bachmann eingeteilten vier romanischen Grundrisstypen. Die Außenmauern solcher Bauytpen in der Mark Brandenburg sind aus sorgfältig gequadertem Feldsteinmauerwerks hergestellt und in der Spätromanik bis um 1260/1270 entstanden.
Der Apsissaal zählt aufgrund der geringen Größe zu den weniger kostenaufwändigen Grundrisstypen. Der Kostenaufwand ist abhängig von Einnahmen des Dorfs aus Ernteerträgen, die aus der Größe der Gemarkung und der Bodenqualität resultieren. Wie wichtig dieser „ökonomische Faktor“ ist, zeigt sich daran, dass von den 169 Siedlungen auf dem Barnim ein Drittel im Mittelalter ohne Steinkirche geblieben ist. Unter den 116 dörflichen Steinkirchen auf dem Barnim sind nur drei Apsissäle. Der relativ geringe Kostenaufwand weist darauf hin, dass das Dorf möglichst bald eine Steinkirche wollte, aber aufgrund der Ernteerträge sich nur einen weniger kostenaufwändigen Grundrisstyp (als die von Bachmann sogenannte Vollständige Anlage oder die Chorquadratkirche) leisten konnte.
Ein rares Gegenbeispiel ist jedoch der Apsissaal der Dorfkirche Tempelhof. Sie hat mit 235 m² den größten Innenraum unter den Berliner Dorfkirchen. Dies ist darauf zurückzuführen, dass sie neben der Dorfbevölkerung auch die Bewohner der Komturei Tempelhof aufnehmen musste. Zudem war der Tempelritterorden natürlich auf eine repräsentative Selbstdarstellung bedacht.
Der Apsissaal verfügt nicht über den schiffsbreiten querrechteckigen Westturm. Türme (eingezogene Türme und Dachtürme) sind spätmittelalterliche bzw. barocke Anbauten.